# 石紋豹鰨
石紋豹鰨為輻鰭魚綱鰈形目鰨亞目鰨科的其中一種，為熱帶海水魚，分布於西印度洋區，從紅海至南非德班及波斯灣至斯里蘭卡海域，棲息深度1-15公尺，體長可達26公分，棲息在沿岸沙泥底質底層水域，以底棲生物為食，生活習性不明，可作為食用魚。

## 扩展阅读
維基物種上的相關：石紋豹鰨